# Слимничани
Слимничани или слимничени (на гръцки: Σλημνιτσιώτες, Слимнициотес) са жителите на грамоското село Слимница (Трилофос), Гърция. Това е списък на най-известните от тях.

## Родени в Слимница
А — Б — В — Г — Д —
Е — Ж — З — И — Й —
К — Л — М – Н — О —
П — Р — С — Т — У —
Ф — Х — Ц — Ч — Ш —
Щ — Ю — Я

### А
- Атанас Петров (Αθάνασιος Πέτρου), гръцки андартски деец, агент от ІІ ред[1]

### Б
- Бельо (около 1741 – ?), български строител, преселил се в Брацигово през 1791 г., представител на Брациговската архитектурно-строителна школа[2]

### В
- Васил Влутов (Βασίλειος Βλούτος), гръцки андартски деец, агент от ІІ ред[1]
- Васил Костов Георгиев (Василис Георгиу Фармакис), участник в Гръцкото въстание в Македония в 1878 година[3]
- Вълчо Терзи (около 1746 – ?), български строител, преселил се в Брацигово през 1791 г., представител на Брациговската архитектурно-строителна школа[2]
- Въльо (около 1761 – ?), български строител, преселил се в Брацигово през 1791 г., представител на Брациговската архитектурно-строителна школа[2]

### Г
- Георги Василев (Γεώργιος Βασιλείου), гръцки андартски деец, агент от ІІ ред[1]
- Гинко (около 1756 – ?), български майстор строител, преселил се в Брацигово през 1791 г., участвал в реконструкцията на Рилския манастир в 1816 – 1819 г.[2]
- Гого Джамбаз (около 1751 – ?), български строител, преселил се в Брацигово през 1791 г., представител на Брациговската архитектурно-строителна школа[2]

### Д
- Дингоз (около 1751 – ?), български строител, преселил се в Брацигово през 1791 г., представител на Брациговската архитектурно-строителна школа[2]

### Й
- Йован Радинин (Γιοβάνης Ραδιναλής), гъркомански андартски деец[4]

### К
- Кальор (около 1761 – ?), български строител, преселил се в Брацигово през 1791 г., представител на Брациговската архитектурно-строителна школа[2]
- Коле Дългъч (около 1756 – ?), български строител, преселил се в Брацигово през 1791 г., представител на Брациговската архитектурно-строителна школа[2]
- Коцата (около 1756 – ?), български майстор строител, преселил се в Брацигово през 1791 г., участвал в реконструкцията на Рилския манастир в 1816 – 1819 г.[2]
- Кьосле (около 1761 – ?), български строител, преселил се в Брацигово през 1791 г., представител на Брациговската архитектурно-строителна школа[2]
- Кънчо (около 1721 – ?), български майстор строител, преселил се в Брацигово през 1791 г., участвал в построяването на моста на Марица в Татар Пазарджик[2]

### Л
- Лазар (около 1761 – ?), български строител, преселил се в Брацигово през 1791 г., представител на Брациговската архитектурно-строителна школа[2]

### М
- Мирчо Недялков (около 1761 – ?), български майстор строител, преселил се в Брацигово през 1791 г., участвал в реконструкцията на Рилския манастир в 1816 – 1819 г.[2]
- Михо Терзицки (Михалис Раптис, 1931 – ?), фолклорист

### Н
- Насе Петлешка (около 1756 – ?), български строител, преселил се в Брацигово през 1791 г., представител на Брациговската архитектурно-строителна школа[2]
- Никола Белов (Николаос Белос), участник в Гръцкото въстание в Македония в 1878 година[3]
- Никола Карпутов (Νικόλαος Καρπούτας), гръцки андартски деец, агент от ІІ ред[1]
- Никола Троянов (около 1775 – 1862), български майстор строител

### П
- Петко Кьорколев (около 1751 – ?), български майстор строител, преселил се в Брацигово през 1791 г., участвал в реконструкцията на Рилския манастир в 1816 – 1819 г.[2]
- Петър Чомпъл (около 1746 – ?), български майстор строител
- Пъшку (около 1761 – ?), български строител, преселил се в Брацигово през 1791 г., представител на Брациговската архитектурно-строителна школа[2]

### Р
- Райчо (около 1716 – ?), български майстор строител, преселил се в Брацигово през 1791 г., участвал в построяването на моста на Марица в Татар Пазарджик[2]

### С
- Сокер (около 1741 – ?), български майстор строител, преселил се в Брацигово през 1791 г., участвал в реконструкцията на Рилския манастир в 1816 – 1819 г.[2]

### Т
- Тане Клетбашов (около 1746 – ?), български майстор строител, преселил се в Брацигово през 1791 г., участвал в реконструкцията на Рилския манастир в 1816 – 1819 г.[2]
- Тасе Каратанас (около 1751 – ?), български майстор строител, преселил се в Брацигово през 1791 г., участвал в реконструкцията на Рилския манастир в 1816 – 1819 г.[2]
- Темелко Кьосекьоев (около 1741 – ?), български майстор строител, преселил се в Брацигово през 1791 г., участвал в реконструкцията на Рилския манастир в 1816 – 1819 г.[2]
- Троян (около 1736 – ?), български строител, преселил се в Брацигово през 1791 г., представител на Брациговската архитектурно-строителна школа[2]
- Троянче (около 1761 – ?), български строител, преселил се в Брацигово през 1791 г., представител на Брациговската архитектурно-строителна школа[2]
- Търпо Манов (около 1741 – ?), български строител, преселил се в Брацигово през 1791 г., представител на Брациговската архитектурно-строителна школа[2]

### Х
- Харилай Христов (Χαρίλαος Χρήστου), гръцки андартски деец, агент от ІІ ред[1]
- Христо Грабада (Ицо, около 1751 – ?), български майстор строител, преселил се в Брацигово през 1791 г., участвал в реконструкцията на Рилския манастир в 1816 – 1819 г.[2]
- Христо Прекум (Ицо, около 1746 – ?), български майстор строител, преселил се в Брацигово през 1791 г., участвал в реконструкцията на Рилския манастир в 1816 – 1819 г.[2]
- Христос Мецкас (р. 1936), румънски футболист

### Ц
- Цено (около 1741 – ?), български строител, преселил се в Брацигово през 1791 г., представител на Брациговската архитектурно-строителна школа[2]

### Ч
- Червенко (около 1751 – ?), български строител, преселил се в Брацигово през 1791 г., представител на Брациговската архитектурно-строителна школа[2]
- Чоме (около 1761 – ?), български строител, преселил се в Брацигово през 1791 г., представител на Брациговската архитектурно-строителна школа[2]

### Ш
- Шишко (около 1726 – ?), български строител, преселил се в Брацигово през 1791 г., представител на Брациговската архитектурно-строителна школа[2]

### Я
- Янко (около 1721 – ?), български строител, преселил се в Брацигово през 1791 г., представител на Брациговската архитектурно-строителна школа[2]

## Други
- Ангел Боянин (1825 – 1902), български майстор строител, по произход от Слимница
- Ангел Петлешков (около 1810 – 1822), кмет на Брацигово, по произход от Слимница
- Димитър Боянин (1800 – 1876), български майстор строител, по произход от Слимница
- Иван Боянин (1818 – 1877), български майстор строител, по произход от Слимница
- Никола Боянин, български революционер, по произход от Слимница
- Никола Троянов (1824 – 1876), български революционер, по произход от Слимница
- Петко Боянин (1828 – 1889), български майстор строител, по произход от Слимница
- Тодор Чомов (1857 – 1927), български опълченец, по произход от Слимница
- Филип Георгиев (Боревич) Кьсейлиев (1847, Брацигово – 1897, Брацигово), български опълченец, на 7 май 1877 година постъпва като доброволец във II рота на II дружина на Българското опълчение, уволнен на 24 юни 1878 година, след войната работи като кръмар в Брацигово,[5] по произход от Слимница
- Христо Боянин (1798 – 1875), български майстор строител, по произход от Слимница
- Христо Траянов (1926 – 2015), български писател, по произход от Слимница